# Аверон (департман)
Аверон (фр. Aveyron) департман је у јужној Француској. Припада региону Југ—Пиринеји, а главни град департмана (префектура) је Родез. Департман Аверон је означен редним бројем 12. Његова површина износи 8.735 км². По подацима из 2010. године у департману Аверон је живело 276.805 становника, а густина насељености је износила 32 становника по км².
Овај департман је административно подељен на:
- 3 округа
- 23 кантона и
- 285 општина.[3]

## Демографија
| 2011.   | 2018.   |
| ------- | ------- |
| 275.813 | 279.274 |